# Isturgia nigrostriata
Isturgia nigrostriata är en fjärilsart som beskrevs av Heydemann 1938. Isturgia nigrostriata ingår i släktet Isturgia och familjen mätare. Inga underarter finns listade i Catalogue of Life.